# Квартора (Фрозиноне)
Квартора је насеље у Италији у округу Фрозиноне, региону Лацио.
Према процени из 2011. у насељу је живело 74 становника. Насеље се налази на надморској висини од 130 м.